# لقمان هارونا
لقمان هارونا (بالإنجليزية: Lukman Haruna)‏ (مواليد 12 أبريل 1990 في جوس - نيجيريا) لاعب كرة قدم نيجيري يلعب حاليا لصالح نادي الدرجة الأولى موناكو الفرنسي منذ 2008 في مركز الوسط المحوري .

## روابط خارجية
- لقمان هارونا على موقع الاتحاد الدولي (مؤرشف)  (الإنجليزية)
- لقمان هارونا على موقع اتحاد أوكرانيا (الإنجليزية)
- لقمان هارونا على موقع رابطة كرة القدم الفرنسية للمحترفين (الإنجليزية)
- لقمان هارونا على موقع قاعدة بيانات كرة القدم.إي يو (الإنجليزية)
- لقمان هارونا على موقع ناشيونال فوتبول تيمز (الإنجليزية)
- لقمان هارونا على موقع Soccerway.com (الإنجليزية)
- لقمان هارونا على موقع كووورة
- لقمان هارونا على موقع AS.com (الإسبانية)